# Нижня В'язера
Нижня В'язе́ра (рос. Нижняя Вязера, ерз. Ало Вязера) — село у складі Інсарського району Мордовії, Росія. Входить до складу Сіалеєвсько-П'ятинської сільського поселення.
Населення — 259 осіб (2010; 304 у 2002).
Національний склад станом на 2002 рік:
- росіяни — 94 %